# Cyrtandra sulcata
Cyrtandra sulcata är en tvåhjärtbladig växtart som beskrevs av Carl Ludwig von Blume. Cyrtandra sulcata ingår i släktet Cyrtandra och familjen Gesneriaceae. Inga underarter finns listade i Catalogue of Life.